# 朝日山裕子
朝日山 裕子（あさひやま ゆうこ 1989年11月29日 - ）は日本の役者、演出家、声楽家、ラジオパーソナリティ。 島根県出雲市出身。国立音楽大学演奏学科声楽専修卒業。総合学園ヒューマンアカデミーパフォーミングアーツ学科アニソンシンガーコース卒業。元スリートゥリー研究生ユニット『U'z』のメンバー。雲の劇団雨蛙 代表。有限会社アサヒ技研工業 所属。日創研 島根経営研究会 正会員。

## 人物
2016年10月より FM探偵局 ロードトゥアルカディア のパーソナリティとなる。(淡路祐介と共演)
FM探偵局 前パーソナリティの松島彩とは出雲市立第一中学校時代の先輩後輩(朝日山が一つ上)で、松島曰く、朝日山は学校中の女子から恐れられていたらしい。
BSSラジオ『しんじないと倶楽部』放送当時、リスナーとして番組に二度出演した。
女優渡辺えりの付き人をしていたが短期にて終了になる。
2017年3月16日(木)〜19日(日)に東京都世田谷区世田谷パブリックシアターにて行なわれた演劇実験室天井桟敷〜演劇実験室万有引力創立50周年記念 説教節による見世物オペラ「身毒丸」(作 寺山修司 音楽・演出 J・A・シーザー)にて、寺山修司作品に欠かせないキャラクター 女力士役を好演。
利賀演劇人コンクール2017 課題戯曲『熊野』(作 三島由紀夫)にて奨励賞受賞。
2021年2月発行の山陰経済ウイークリーにて「輝き人」巻頭カラー掲載。
2021年4月発行の山陰中央新報SC あえる23 表紙「島根の明るい未来を築く人。」掲載。
2021年5月より あえるにてコラム「ア・タ・シ社長になります！」を連載中。